# Ordine del servizio (Yemen)
L'Ordine del servizio è un'onorificenza dello Yemen destinata ai militari.
L'ordine è stato istituito il 2 gennaio 1973 dallo Yemen del Nord. Dopo la riunificazione con lo Yemen del Sud avvenuta il 22 maggio 1990, l'onorificenza è rimasta in vita con la creazione di una nuova versione.
L'insegna è costituita da una stella a otto punte, che porta al centro un medaglione rotondo con la mappa della Repubblica dello Yemen e una scritta in arabo con la dicitura del Paese e dell'ordine. Nella punta superiore della stella, dove si attacca il nastro, c'è una stella a cinque punte sormontata da una torcia. Il nastro è di colore giallo con due strisce blu e una striscia rossa al centro.